# Trogirska biskupija
Trogirska biskupija (lat. Dioecesis Traguriensis), nekadašnja katolička biskupija u Dalmaciji sa sjedištem u Trogiru, osnovana u 10. stoljeću kao sufraganska biskupija splitske metropolije. Ukinuta je bulom pape Lava XII. (Locum Beati Petri) 1828. godine. Tom odlukom njen je teritorij većim dijelom pripojen splitsko-makarskoj biskupiji, a manjim dijelom šibenskoj biskupiji. Od 1933. ponovno je uspostavljena kao naslovna biskupija, a trenutni je naslovni biskup Pierre Farine, pomoćni biskup u miru Lausanne, Geneve i Fribourga u Švicarskoj.

## Povijest
██ Trogirska biskupija u 15. stoljeću

## Popis trogirskih biskupa
- Petar (970. - ?)
- Sveti Ivan Trogirski (1062. – 1111.)
- Anonim (1112. - ?)
- sede vacante (1123. – 1151.?)
- Dessa Maccarelli (1151. – 1180., izabran)
- Mihovil (1180. – 1206.)
- Treguan (1206. – 1254.)
- fra Kolumban Rabljanin (1255. – 1277.)
- Ivan II. (1277. - ?)
- Gregorius Machinatura (1282. – 1297.)
- Liberio (1297. – 1319.)
- Lampridio Vitturi (1320. – 1348.)
- fra Bartolomeo (1349. – 1361.)
- Nikola Kažotić (1361. – 1370.)
- Valentinus (1370. - ?)
- Krševan de Dominis (1372. – 1403.)
- Šimun de Dominis (1403. – 1420.?)
- Marino de Cernotis (Carnota) (1423. – 1424.)
- fra Tommaso Tomasini (1424. – 1435.)
- cardinal Ludovico (Trevisan) Scarampi Mezzarota (1435. – 1437.)
- cardinal Giovanni Vitelleschi (apostolski tajnik, 1437. – 1440.)
- Angelo Cavazza (1440. – 1452.)
- Giacomo Trugloni (1452. – 1483.)
- Leonello Chiericato (1484. – 1488.)
- Francesco Marcello (1488. – 1524.)
- Toma Niger (1524. – 1525.)
- Cristofor de Baptistis (Niger) (1525. – 1559.)
- cardinal Federico Corner (1560. – 1561.)
- cardinal Alvise Corner (apostolski tajnik, 1561. – 1567.)
- Tommaso Sperandio Corbelli (1567. – 1574.)
- Antonio Guidi (1574. – 1604.)
- Marzio Andreucci (1604. – 1622.)
- Pace Giordano (Pax Jordanus) (1623. – 1649.)
- sede vacante (1649. – 1654.)
- Francesco Coccalini (1654. – 1661.)
- Giovanni Paolo Garzoni (1663. – 1675.)
- Ivan de Andreis (1676. – 1683.)
- Ivan Cupareo (1684. – 1694.)
- Šimun Kavanjin (1695. – 1698.)
- Stjepan Cupilli (1699. – 1708.)
- Pietro Paolo Calore (1708 - 1713)
- fra Michelangelo Farolfi (1713. – 1715.)
- Ivan Vidović (1716 - 1721)
- Antun Kadčić (1722. – 1730.)
- fra Giuseppe Caccia (1731. – 1737.)
- Gerolamo Fonda (1738. – 1754.)
- Didak Manola (1755. – 1765.)
- Ivan Antun Miočević (1766. – 1786.)
- Lelije Cipiko (1783. – 1784.)
- Antonio Belglava (1787. – 1789.)
- Giovanni Pietro Galzigna (1790. – 1795.)
- Giovanni Antonio Pinelli (1795. – 1821.)
- sede vacante (1821. – 1828.)

## Popis naslovnih biskupa[2]
- Frans Joseph Bruls Canisius (26. travnja 1969. – 7. siječnja 1976.)
- Thaddeus Anthony Shubsda (20. prosinca 1976. – 26. svibnja 1982.)
- Dale Joseph Melczek (3. prosinca 1982. – 28. listopada 1995.)
- Pierre Farine (12. kolovoza 1996. - danas)

## Vanjske poveznice
- Trogirska biskupija Hrvatska enciklopedija (hrv.)